# Lagarostrobos franklinii
Lagarostrobos franklinii es una especie de conífera nativa de la esquina suroeste de Tasmania, Australia; es la única especie en el género Lagarostrobos; otra especie L. colensoi antiguamente incluida ha sido transferida a un nuevo género Manoao Molloy. El género fue en el pasado incorporado en una más ancha circunscripción del género Dacrydium Sol. ex Lamb. 1807.
Lagarostrobos franklinii es con frecuencia conocido como el pino Huon o pino Macquarie, nombres confusos ya que es miembro de la familia Podocarpaceae y no es un pino (Pinaceae).
Es un árbol de lento crecimiento, pero muy longevo; algunos especímenes vivos de este árbol sobrepasan los 2000 de edad. Crece de 10 a 20 m de alto, excepcionalmente alcanzando 30 m, con ramas arqueadas y ramillas pendulosas. Las hojas están dispuestas en espiral, son muy pequeñas y con forma de escama, de 1 a 3 mm de largo, cubriendo las yemas completamente. Es una planta dioica, con conos de (polen) masculinos y de (semillas) femeninas en plantas separadas. Los conos masculinos son amarillos, de 5 a 8 mm de largo y 1 a 2 mm de ancho. Los conos de las semillas están muy modificados, se asemejan a bayas, tiene de 5 a10 escamas laxas abiertas las cuales maduran de 6-8 meses, con una semilla de 2 a 2.5 mm de largo en cada escama. A diferencia del estrechamente relacionado género Manoao de Nueva Zelanda, las escamas no llegan a ser carnosas y son dispersadas por el agua, y no por las aves (Molloy 1995).
Un grupo de árboles que tiene la reputación de superar en su conjunto los 10,500 años de edad fue recientemente encontrado en el noroeste de Tasmania en Mount Read. Cada uno de los árboles de este grupo es un macho genéticamente idéntico que tiene reproducción vegetativa. Sin embargo ni un solo árbol de este grupo es de esa edad, el grupo por sí mismo como un organismo único ha existido por ese tiempo.
La madera tenía un alto precio por su color amarillo dorado, grano fino y aceites naturales que resisten la pudrición. El químico que le da a la madera su característico olor y cualidades preservativas es metil eugenol. La fuerte tala de los árboles por su fina madera y el lento crecimiento de la especie ha reducido su distribución natural a menos de 105 kilómetros cuadrados. Los espacios en habita están protegidos y constituyen una Reserva Natural de Tasmania y  Patrimonio de la Humanidad.
Ha sido plantado en Deeside, Escocia donde ha crecido bien.